# Оппозиция Белорусского народного фронта «Возрождение»
Оппозиция Белорусского народного фронта «Возрождение» — парламентская фракция Белорусского народного фронта «Возрождение», которая действовала с 15 мая 1990 по 9 января 1996 года в Верховном Совете Беларуси 12-го созыва. Состояла из 26 членов, часть из которой состояла в КПСС. Состояла из 27 человек, в то время как в Верховном Совете было 345 депутатов.

## Создание
Фракция была создана в начале июня 1990 года в Красном костёле в Минске (тогда Дом кино). Первое название фракции было "Депутатская группа БНФ", но уже 16 июля фракция объявила, что уходит в оппозицию, и после этого стала именоваться "Оппозиция БНФ".

## Цели и задачи
Главные задачи, которые ставила себе фракция:
- отмена 6-й статьи советской конституции об государственной функции КПСС;
- объявление полной правды про Чернобыльскую катастрофу, принятие специального законодательства про Чернобыль и судебное наказание функционеров КПСС-КПБ за утивание правды о результатах аварии;
- поднятие вопроса о суверенитете Республики Беларусь и отмена договора об образовании СССР 1922-го года;
- придание бело-красно-белому флагу и гербу Погоня статуса государственных;
- переход к рыночной экономике, введение белорусской национальной валюты талера;
- возвращение белорусских военных с "горячих точек" СССР;
- раскрытие информации об геноциде белорусов в годы массовых репрессий;

## Деятельность
При выборе Председателя Верховного Совета 12 созыва поддержала фракция кандидатуру Станислава Шушкевича. Прокоммунистическое большинство проголосовало за Николая Дементея на должность Председателя Верховного Совета, но согласилось выставить Станислава Шушкевича на должность заместителя председателя в качестве компромисса. При выборе руководителей комитетов прокоммунистическое большинство Верховного совета согласилось отдать только один комитет оппозиции БНФ: комиссию по иностранным делам возглавил Пётр Садовский.
Первое время лидеры БНФ хотели объединить всех недовольных КПСС депутатов в свою фракцию, но объединение не получалось, т.к. было слишком много противоречий среди депутатов. После этого Геннадий Грушевой предложил создать Демократический клуб - неформальное объединение депутатов, которые выступали за демократические перемены в СССР. Руководителем клуба стал. Станислав Шушкевич.
При голосовании за декларацию о государственном суверенитете Республики Беларусь Оппозиция БНФ боялась, что прокоммунистический Верховный Совет может за неё не проголосовать. Поэтому они решили воспользоваться психологией "советской номенклатуры" и перед голосованием вся фракция оппозиции решила демонстративно покинуть зал. Большинство прокоммунистических депутатов было настолько в антагонизме к Оппозиции БНФ, что решила в связи с этим проголосовать за принятие декларации. Таким образом декларация о государственном суверенитете Республики Беларусь была принята.
Фракция смогла отложить в мае 1991 года на три года предложенные первым секретарём ЦК КПБ Анатолием Малафеевым изменения в конституцию по введению должности президента.
На предложение фракции «Оппозиции БНФ» 24 августа 1991 года Верховный Совет, который на 86 % состоял из членов КПСС, принял постановления о прекращении деятельности КПСС и комсомола, а также о снятии председателя Верховного Совета Николая Дементея, который поддержал путчистов в августе 1991 года. 25 августа 1991 года по предложению депутатов Оппозиции БНФ Верховный Совет объявил независимость Республики Беларусь. Осенью 1991 года Оппозиция БНФ разработала Закон о гражданстве Республики Беларусь, который был позже с поправками принят Верховным Советом.
В сентябре 1991 года по предложению Оппозиции БНФ ВС принял бел-красно-белый флаг и герб «Погоня» в качестве государственных. 11 апреля 1995 года 19 из 26 участников фракции приняли участие в голодовке в зале Верховного Совета в знак протеста против организации референдума, который многими экспертами признавался незаконным.

## Результаты
Уже в первые годы существования фракции была отменена 6-я статья Конституции БССР об руководящей роли КПСС, а парторганизации КПСС были выведены из предприятий.
Правда о Чернобыле, поднятая Оппозицией БНФ, была публично официально юридически задокументирована, и была оказана помощь пострадавшим. Была создана комиссия по расследованию чернобыльских преступлений, которую возглавил депутат Григорий Вечерский. Комиссия установила вину лидеров БССР, но прокоммунистическое большинство парламента не позволило судить их.
Депутаты Фронта добились положения о военной службе белорусов в Беларуси, и возвращения белорусских военнослужащих из горячих точек СССР. Это спасло жизни и здоровье многих молодых белорусов.

## Участники
| Имя                             | Избирательный округ                                                    | Должность в фракции | Должность в ВС | Участие в голодовке* | Участие в КПСС |
| ------------------------------- | ---------------------------------------------------------------------- | ------------------- | --- | -------------------- | -------------- |
| Аксамит Николай Владимирович    | Волковысский городской избирательный округ № 248, Гродненская область  |                     | Член комиссии ВС по образованию, культуре и сохранению исторического наследия | Да                   |                |
| Олимпиев Виктор Петрович        | Пинский северный округ № 132, Брестской области.                       |                     | Заместитель председателя комиссии ВС по экономическим реформам, достижению экономической самостоятельности и суверенитета | Нет                  | Нет            |
| Антончик Сергей Антонович       | Есенинский избирательный округ № 17, г. Минск                          |                     | Член мандатного комитета, комитета по труду, ценам, занятости и социальной защите, временного комитета по льготам. В 1993 году входил в состав Временной комиссии по изучению коммерческой деятельности структур, созданных при органах государственной власти (известной как «Комиссия по борьбе с коррупцией») | Да                   | Нет            |
| Барщевский Лявон Петрович       | Новополоцкий молодежный избирательный округ № 174, Витебской области.  | координатор         | Заместитель председателя Комиссии ВС по вопросам образования, культуры и сохранения исторического наследия, член Комиссии ВС по международным делам и внешнеэкономическим связям | Да                   | Нет            |
| Беленький Юрий Адамович         | Куйбышевский избирательный округ № 36 г. Минска                        |                     | Член Бюджетно-финансовой комиссии ВС | Да                   | Нет            |
| Голубович Ольга Николаевна      | Тракторозаводский округ № 24, г. Минск                                 |                     | Заместитель председателя Комиссии по делам женщин, защиты семьи, материнства и детства. Член Временной комиссии ВС по оценке действий членов ГКЧП и поддерживающих их общественно-политических образований, органов государственной власти и управления, должностных лиц и граждан | Нет                  | Нет            |
| Герменчук Игорь Иванович        | Боровлянский избирательный округ № 71, Минской области                 |                     | Член Комиссии ВС по вопросам гласности, средств массовой информации и прав человека. | Да                   | Да             |
| Голубев Валентин Федорович      | Алибеговский округ № 15, г. Минск.                                     | координатор         | Секретарь Комиссии ВС по международным делам и внешнеэкономическим связям. Член Конституционной Комиссии. | Да                   | Да             |
| Грушевой Геннадий Владимирович  | Матусевичский округ № 41, г.Минска                                     |                     | Член Комиссии ВС по проблемам Чернобыльской катастрофы. Член Конституционной Комиссии. | Нет                  | Нет            |
| Гюнтер Борис Давидович          | Гомельский Сельмашевский округ № 190, Гомельской области               |                     | Секретарь Комиссии по труду, ценам, занятости и социальной защите. Член Временной комиссии ВС по оценке деятельности должностных и иных ответственных лиц в связи с ликвидацией последствий аварии на Чернобыльской АЭС | Да                   | Нет            |
| Дейко Леонид Иванович           | Клецкий округ № 62, Минская область.                                   |                     | Член Комиссии по образованию, культуре и сохранению исторического наследия, член Комиссии по труду, ценам, занятости и социальной защите. Член Временной комиссии Верховного Совета по оценке действий членов ГКЧП и поддерживающих их политических формирований, органов государственной власти и должностных лиц, должностных лиц и граждан (1991). Член Конституционной комиссии.                                   | Да                   | Да             |
| Заблоцкий Владимир Николаевич   | Некрасовский избирательный округ №35 г. Минска                         | заместитель         | Заместитель председателя комиссии по науке и научно-техническому прогрессу, член Комиссии ВС по экономическим реформам, достижению экономической самостоятельности и суверенитета, член Конституционной комиссии. | Да                   | Да             |
| Зданевич Леонтий Ульянович      | Машеровский округ №39, г. Минск                                        |                     | Член Комиссии по архитектуре, строительству, производству строительных материалов и жилищно-коммунальному хозяйству сел и городов, член Комиссии по образованию, культуре и сохранению исторического наследия. Член Временной комиссии ВС по оценке деятельности должностных и иных ответственных лиц в связи с ликвидацией последствий аварии на Чернобыльской АЭС. Член Конституционной комиссии.                    | Да                   | Нет            |
| Каковка Виктор Фёдорович        | Новополоцкий индустриальный округ № 176, Витебская область             |                     | Член Комиссии по развитию промышленности, энергетики, транспорта, связи и информатики. Член Комиссии по депутатской этике. | Нет                  | Нет            |
| Крыжановский Николай Кириллович | Жодинский Автозаводской округ № 86, Минской области                    |                     | Член Комиссии по развитию промышленности, энергетики, транспорта, связи и информатики. Член временной комиссии по привилегиям. Член Конституционной комиссии. | Да                   | Да             |
| Малашко Виталий Алексеевич      | Первомайский округ № 30, г. Минск                                      |                     | |                      | Да             |
| Наумчик Сергей Иосифович        | Витебский железнодорожный округ №181, г. Минск                         | координатор         | Член Комиссии по гласности, средствам массовой информации и правам человека, Временной комиссии по оценке деятельности должностных и иных ответственных лиц в связи с ликвидацией последствий аварии на Чернобыльской АЭС. Член Конституционной комиссии. | Да                   | Да             |
| Пырх Игорь Иванович             | Гомельский Пушкинский округ №197, Гомельская область                   |                     | Член Комиссии по экологии и рациональному использованию природных ресурсов. Член Временной комиссии по оценке деятельности должностных и иных ответственных лиц в связи с ликвидацией последствий аварии на Чернобыльской АЭС. | Нет                  |                |
| Маркевич Николай Николаевич     | Гродненский принёманский избирательный округ №241, Гродненская область |                     | Член Комиссии Верховного Совета по гласности, средствам массовой информации и правам человека. | Да                   | Нет            |
| Позняк Зенон Станиславович      | Ангарский избирательный округ № 9, г. Минск                            | председатель        | Член Комиссии Вооруженных Сил по Чернобылю, Комиссии по законодательству Вооруженных Сил, Комиссии Вооруженных Сил по содействию обеспечению прав и интересов реабилитированных лиц и их семей, увековечиванию памяти жертв репрессий в 1930-х — начале 1950-х годов. Член Конституционной комиссии. | Да                   | Нет            |
| Садовский Пётр Викентьевич      | Одинцовский округ №46, г. Минск                                        |                     | Член Президиума Верховного Совета (1990-1992 гг.), председатель Комиссии Верховного Совета по международным делам и внешнеэкономическим связям (1990-1992 гг.), член этой комиссии (1995-1996 гг.). Член Мандатной комиссии Верховного Совета, член Конституционной комиссии. | Да                   | Нет            |
| Слабченко Сергей Иванович       | Барановичский октябрьский округ № 111, Брестская область               |                     | Член Комиссии по законодательству, член Комиссии по здравоохранению, физической культуре и социальному обеспечению. | Нет                  | Нет            |
| Попков Сергей Петрович          | Октябрьский избирательный округ №21, г. Минск                          |                     | Член Комиссии Верховного Совета по экономической реформе, достижению экономической независимости и суверенитета республики. | Да                   |                |
| Семдянова Галина Георгиевна     | Новогрудский городской округ №262, Гродненская область                 |                     | Член Комиссии по экологии и рациональному использованию природных ресурсов. Член Комиссии по потребительским товарам, торговле и услугам. Член Временной комиссии по привилегиям. | Нет                  | Да             |
| Трусов Олег Анатольевич         | Мирошничековский округ №33, г. Минска                                  | заместитель         | Заместитель председателя Комиссии по образованию, культуре и сохранению исторического наследия. Член Комиссии Верховного Совета по международным делам и внешнеэкономическим связям. | Да                   | Да             |
| Холод Павел Игнатович           | Плещиницкий округ №67, Минской области                                 |                     | Член комиссии по здравоохранению, физическому воспитанию и социальному обеспечению. Член временной комиссии Верховного Совета по оценке действий заговорщиков ГКЧП и поддерживающих их политических и политических образований, органов государственной власти и должностных лиц, должностных лиц и граждан. | Нет                  |                |
| Шут Александр Александрович     | Логойский округ №66, Минской области                                   |                     | Член комиссии по делам женщин, защиты семьи, материнства и детства, временной комиссии по оценке действий заговорщиков ГКЧП и поддерживающих их общественно-политических образований, органов государственной власти и управления, должностных лиц и граждан (1991). Член Временной комиссии по оценке деятельности должностных и иных ответственных лиц в связи с ликвидацией последствий аварии на Чернобыльской АЭС | Да                   |                |

## Покинувшие фракцию
Владимир Новик — покинул фракцию из карьерных соображений.
Владимир Грибанов — майор советской милиции. Покинул фракцию после недолгого там нахождения. Позже негативно высказывался о деятельности фракции.
Владимир Станкевич — покинул фракцию, чтобы не иметь проблемы в работе в органах МВД. Позже негативно высказывался о деятельности фракции.
Новиков Евгений Викторович — сначала присоединился в Верховном Совете к фракции Оппозиции БНФ. Позже неожиданно для всех написал в прессе статью, где негативно охарактеризовал деятельность Белорусского народного фронта. После этого покинул фракцию.